# Coober Pedy Airport
Coober Pedy Airport är en flygplats i Australien. Den ligger i kommunen Coober Pedy och delstaten South Australia, omkring 750 kilometer nordväst om delstatshuvudstaden Adelaide.
Runt Coober Pedy Airport är det glesbefolkat, med 11 invånare per kvadratkilometer.. Närmaste större samhälle är Coober Pedy, nära Coober Pedy Airport. 